# Saraya Ashura
Saraya Ashura est une milice islamiste chiite irakienne. 

## Affiliations
Saraya Ashura est affilié au Conseil suprême islamique irakien,. Il intègre également les Hachd al-Chaabi, formées en Irak le 15 juin 2014. Il est également proche de Saraya Ansar al-Aqeeda, une autre milice chiite du Conseil suprême islamique irakien.

## Idéologie
Saraya Ashura est islamiste chiite et nationaliste irakien. Il reconnaît l'autorité religieuse de l'ayatollah Ali al-Sistani, qui contrairement aux milices chiites parrainées par l'Iran, refuse l'instauration en Irak d'un gouvernement islamique chiite fondé sur le Velayat-e faqih,. Cependant la milice reste proche de l'Iran.

## Effectifs en commandement
Saraya Ashura est fondé par Ammar al-Hakim, qui est également depuis 2009 le dirigeant du Conseil suprême islamique irakien. En 2016, la milice compte entre 3 000 et 5 000 hommes.

## Soutiens
Saraya Ashura est soutenu par l'Iran qui lui fournit de l'armement.